# Hockey sur gazon aux Jeux panaméricains de 2019
Navigation
2015 2023
Les compétitions de hockey sur gazon aux Jeux panaméricains de 2019 ont lieu du 30 juillet au 10 août 2019 à Lima, au Pérou. Le lieu pour la compétition est le stade localisé dans la communauté de Villa María del Triunfo. Un total de huit équipes masculines et huit équipes féminines (chacune constituée de 16 athlètes) participent à ce tournoi. Cela signifie qu'un total de 256 athlètes sont programmés pour participer.
Les vainqueurs de la compétition se qualifient directement pour les Jeux olympiques d'été de 2020.

## Résumé des médailles

### Médaillés
| Épreuves         | Or | Argent | Bronze |
| ---------------- | --- | --- | --- |
| Tournoi masculin | Argentine Juan Manuel Vivaldi Pedro Ibarra Nicolás Keenan Maico Casella Matías Paredes Lucas Vila Leandro Tolini Ignacio Ortiz Juan Martín López Matías Rey Lucas Martínez Nicolás Cicileo Agustín Mazzilli Federico Fernández Agustín Bugallo Martín Ferreiro                           | Canada Brandon Pereira Scott Tupper Oliver Scholfield Keegan Pereira Balraj Panesar Adam Froese Gordon Johnston Brenden Bissett James Wallace Matthew Pearson John Smythe Iain Smythe James Kirkpatrick Sukhi Panesar Taylor Curran David Carter                   | États-Unis Jonathan Klages Michael Barminski Jr Tyler Sundeen Patrick Harris Thomas Barratt Adam Miller Alberto Montilla Ochoa Ajai Dhadwal Hans Aki Kaeppeler Hans Kei Kaeppeler Christian De Angelis Parmeet Singh Sean Cicchi Deegan Huisman Jonathan Orozco Mohan Gandhi |
| Tournoi féminin  | Argentine Belén Succi Sofía Toccalino Silvina D'Elía Noel Barrionuevo Valentina Costa Biondi Rosario Luchetti Agostina Alonso Victoria Sauze Eugenia Trinchinetti Micaela Retegui Giselle Kañevsky Carla Rebecchi María Granatto Agustina Albertarrio Victoria Granatto Julieta Jankunas | Canada Kaitlyn Williams Elise Wong Danielle Hennig Karli Johansen Sara McManus Shanlee Johnston Anna Mollenhauer Natalie Sourisseau Amanda Woodcroft Madeline Secco Katherine Wright Rachel Donohoe Hannah Haughn Holly Stewart Brienne Stairs Stephanie Norlander | États-Unis Kelsey Bing Casey Umstead Amanda Magadan Julia Young Ali Froede Caitlin van Sickle Alyssa Manley Lauren Moyer Ashley Hoffman Linnea Gonzales Anna Dessoye Mackenzie Allessie Erin Matson Danielle Grega Kathleen Sharkey Margaux Paolino                          |

### Tableau des médailles
| Rang  | Nation     | Or | Argent | Bronze | Total |
| ----- | ---------- | -- | ------ | ------ | ----- |
| 1     | Argentine  | 2  | 0      | 0      | 2     |
| 2     | Canada     | 0  | 2      | 0      | 2     |
| 3     | États-Unis | 0  | 0      | 2      | 2     |
| Total | Total      | 2  | 2      | 2      | 6     |

## Nations participantes
Neuf équipes de hockey sur gazon qualifiées.
| Équipes           | Classement | Nombre d'athlètes |
| ----------------- | ---------- | ----------------- |
| Pérou             | 46,5       | 32                |
| Argentine         | 3,5        | 32                |
| Canada            | 14         | 32                |
| États-Unis        | 18,5       | 32                |
| Chili             | 21,5       | 32                |
| Uruguay           | 25         | 16                |
| Mexique           | 31         | 32                |
| Trinité-et-Tobago | 37         | 16                |
| Cuba              | 66         | 32                |

## Équipes qualifiées
Au total, huit équipes masculines et huit équipes féminines se qualifieront pour participer aux jeux de chaque tournoi. Le pays hôte (Pérou) a reçu une qualification automatique dans les deux tournois. Les deux premières équipes aux Jeux d'Amérique centrale et des Caraïbes de 2018 et Jeux sud-américains de 2018 sont également qualifiées. Les deux premières équipes pas encore qualifiées via les Coupes de Pan-Amérique 2017 (après prise en compte des résultats des deux tournois ci-dessus) sont également qualifiées. Si le Canada et/ou les États-Unis ne se sont pas encore qualifiés, un barrages entre les nations et le troisième classé aux Coupes de Pan-Amérique aura lieu. Si les deux nations se qualifient, les barrages ne seront pas nécessaires et l'équipe classée troisième à chaque Coupe panaméricaine se qualifiera. La Fédération panaméricaine de hockey (PAHF) a officiellement annoncé les équipes qualifiées le 10 septembre 2018.

### Masculin
| Événement                                        | Dates           | Lieu         | Qualifiés                             | Rang FIH | Poule |
| ------------------------------------------------ | --------------- | ------------ | ------------------------------------- | -------- | ----- |
| Pays hôte                                        | Pays hôte       | Pays hôte    | Pérou                                 | 55       | B     |
| Jeux sud-américains de 2018                      | 29 mai - 6 juin | Cochabamba   | Argentine Chili                       | 4 28     | A     |
| Jeux d'Amérique centrale et des Caraïbes de 2018 | 21 - 29 juillet | Barranquilla | Mexique Cuba                          | 32 69    | B A   |
| Coupe de Pan-Amérique 2017                       | 4 - 12 août     | Lancaster    | Canada* États-Unis* Trinité-et-Tobago | 10 24 37 | B A   |

- Un barrage n'est pas nécessaire, le Canada et les États-Unis étant les deux meilleures équipes non qualifiées via la Coupe de Pan-Amérique 2017.

### Féminin
| Événement                                        | Dates           | Lieu         | Qualifiés                | Rang FIH | Poule |
| ------------------------------------------------ | --------------- | ------------ | ------------------------ | -------- | ----- |
| Pays hôte                                        | Pays hôte       | Pays hôte    | Pérou                    | 38       | B     |
| Jeux sud-américains de 2018                      | 30 mai - 7 juin | Cochabamba   | Argentine Uruguay        | 3 25     | A     |
| Jeux d'Amérique centrale et des Caraïbes de 2018 | 20 - 28 juillet | Barranquilla | Mexique Cuba             | 30 63    | B A   |
| Coupe de Pan-Amérique 2017                       | 5 - 13 août     | Lancaster    | États-Unis Chili Canada* | 13 15 18 | B A   |

- Un barrage n'a pas lieu, et le Canada a automatiquement obtenu la place.

## Tournoi masculin

### Tour préliminaire
| Rang | Équipe            | Pts | J | V | N | P | BP | BC | Diff |
| ---- | ----------------- | --- | - | - | - | - | -- | -- | ---- |
| B1   | Canada            | 9   | 3 | 3 | 0 | 0 | 23 | 2  | +21  |
| A1   | Argentine         | 9   | 3 | 3 | 0 | 0 | 20 | 1  | +19  |
| B2   | États-Unis        | 6   | 3 | 2 | 0 | 1 | 21 | 5  | +16  |
| A2   | Chili             | 6   | 3 | 2 | 0 | 1 | 7  | 5  | +2   |
| B3   | Mexique           | 3   | 3 | 1 | 0 | 2 | 10 | 12 | -2   |
| A3   | Cuba              | 3   | 3 | 1 | 0 | 2 | 3  | 15 | -12  |
| A4   | Trinité-et-Tobago | 0   | 3 | 0 | 0 | 3 | 2  | 11 | -9   |
| B4   | Pérou             | 0   | 3 | 0 | 0 | 3 | 3  | 38 | -35  |

Source: FIH

### Tour final
|  | Quarts de finale  | Quarts de finale |           |            | Demi-finales           | Demi-finales |  |  | Finale | Finale |
|  | Quarts de finale  | Quarts de finale |           |            | Demi-finales           | Demi-finales |  |  | Finale | Finale |
|  |                   |                  |           |            |                        |              |  |  |        |        |
|  |                   |                  |           |            |                        |              |  |  |        |        |
|  |                   |                  |           |            |                        |              |  |  |        |        |
|  | Pérou             | 1                |           |            |                        |              |  |  |        |        |
|  | Pérou             | 1                |           |            |                        |              |  |  |        |        |
|  | Argentine         | 14               |           |            |                        |              |  |  |        |        |
|  | Argentine         | 14               | Argentine | 5          |                        |              |  |  |        |        |
|  |                   |                  | Argentine | 5          |                        |              |  |  |        |        |
|  |                   | États-Unis       | 0         |            |                        |              |  |  |        |        |
|  | États-Unis        | États-Unis       | 0         | 5          |                        |              |  |  |        |        |
|  | États-Unis        |                  |           | 5          |                        |              |  |  |        |        |
|  | Cuba              | 1                |           |            |                        |              |  |  |        |        |
|  | Cuba              | 1                | Argentine | 5          |                        |              |  |  |        |        |
|  |                   |                  | Argentine | 5          |                        |              |  |  |        |        |
|  |                   | Canada           | 2         |            |                        |              |  |  |        |        |
|  | Canada            | Canada           | 2         | 5          |                        |              |  |  |        |        |
|  | Canada            |                  |           | 5          |                        |              |  |  |        |        |
|  | Trinité-et-Tobago | 1                |           |            |                        |              |  |  |        |        |
|  | Trinité-et-Tobago | 1                | Canada    | 3          |                        |              |  |  |        |        |
|  |                   |                  | Canada    | 3          | Match pour la 3e place |              |  |  |        |        |
|  |                   | Chili            | 2         |            |                        |              |  |  |        |        |
|  | Chili             | Chili            | 2         | 2          |                        |              |  |  |        |        |
|  | Chili             |                  |           | 2          |                        |              |  |  |        |        |
|  | Mexique           | 0                |           | États-Unis | 2                      |              |  |  |        |        |
|  | Mexique           | 0                |           | États-Unis | 2                      |              |  |  |        |        |
|  |                   |                  |           |            |                        |              |  |  | Chili  | 1      |
|  |                   |                  |           |            |                        |              |  |  | Chili  | 1      |

### Classement final
| Rang               | Équipe            |
| ------------------ | ----------------- |
| Médaille d'or      | Argentine         |
| Médaille d'argent  | Canada            |
| Médaille de bronze | États-Unis        |
| 4                  | Chili             |
| 5                  | Trinité-et-Tobago |
| 6                  | Cuba              |
| 7                  | Mexique           |
| 8                  | Pérou             |

 Qualifié pour les Jeux olympiques d'été de 2020

## Tournoi féminin

### Tour préliminaire
| Rang | Équipe     | Pts | J | V | N | P | BP | BC | Diff |
| ---- | ---------- | --- | - | - | - | - | -- | -- | ---- |
| A1   | Argentine  | 9   | 3 | 3 | 0 | 0 | 18 | 1  | +17  |
| B1   | États-Unis | 9   | 3 | 3 | 0 | 0 | 17 | 2  | +15  |
| B2   | Chili      | 6   | 3 | 2 | 0 | 1 | 17 | 4  | +13  |
| A2   | Canada     | 6   | 3 | 2 | 0 | 1 | 15 | 3  | +12  |
| A3   | Uruguay    | 3   | 3 | 1 | 0 | 2 | 8  | 8  | 0    |
| B3   | Mexique    | 3   | 3 | 1 | 0 | 2 | 4  | 7  | -3   |
| B4   | Pérou      | 0   | 3 | 0 | 0 | 1 | 0  | 25 | -25  |
| A4   | Cuba       | 0   | 3 | 0 | 0 | 3 | 2  | 31 | -29  |

Source: FIH

### Tour final
|  | Quarts de finale | Quarts de finale |            |            | Demi-finales           | Demi-finales |  |  | Finale | Finale |
|  | Quarts de finale | Quarts de finale |            |            | Demi-finales           | Demi-finales |  |  | Finale | Finale |
|  |                  |                  |            |            |                        |              |  |  |        |        |
|  |                  |                  |            |            |                        |              |  |  |        |        |
|  |                  |                  |            |            |                        |              |  |  |        |        |
|  | Pérou            | 0                |            |            |                        |              |  |  |        |        |
|  | Pérou            | 0                |            |            |                        |              |  |  |        |        |
|  | Argentine        | 21               |            |            |                        |              |  |  |        |        |
|  | Argentine        | 21               | Argentine  | 3          |                        |              |  |  |        |        |
|  |                  |                  | Argentine  | 3          |                        |              |  |  |        |        |
|  |                  | Chili            | 1          |            |                        |              |  |  |        |        |
|  | Chili            | Chili            | 1          | 5          |                        |              |  |  |        |        |
|  | Chili            |                  |            | 5          |                        |              |  |  |        |        |
|  | Uruguay          | 0                |            |            |                        |              |  |  |        |        |
|  | Uruguay          | 0                | Argentine  | 5          |                        |              |  |  |        |        |
|  |                  |                  | Argentine  | 5          |                        |              |  |  |        |        |
|  |                  | Canada           | 1          |            |                        |              |  |  |        |        |
|  | États-Unis       | Canada           | 1          | 9          |                        |              |  |  |        |        |
|  | États-Unis       |                  |            | 9          |                        |              |  |  |        |        |
|  | Cuba             | 0                |            |            |                        |              |  |  |        |        |
|  | Cuba             | 0                | États-Unis | 0          |                        |              |  |  |        |        |
|  |                  |                  | États-Unis | 0          | Match pour la 3e place |              |  |  |        |        |
|  |                  | Canada           | 2          |            |                        |              |  |  |        |        |
|  | Canada           | Canada           | 2          | 9          |                        |              |  |  |        |        |
|  | Canada           |                  |            | 9          |                        |              |  |  |        |        |
|  | Mexique          | 0                |            | États-Unis | 5                      |              |  |  |        |        |
|  | Mexique          | 0                |            | États-Unis | 5                      |              |  |  |        |        |
|  |                  |                  |            |            |                        |              |  |  | Chili  | 1      |
|  |                  |                  |            |            |                        |              |  |  | Chili  | 1      |

### Classement final
| Rang               | Équipe     |
| ------------------ | ---------- |
| Médaille d'or      | Argentine  |
| Médaille d'argent  | Canada     |
| Médaille de bronze | États-Unis |
| 4                  | Chili      |
| 5                  | Uruguay    |
| 6                  | Mexique    |
| 7                  | Pérou      |
| 8                  | Cuba       |

 Qualifié pour les Jeux olympiques d'été de 2020